# Leonard Digges
Leonard Digges (1515–1559) est un mathématicien et géomètre britannique. On lui attribue l'invention de la lunette astronomique et du théodolite. Il est le père de Thomas Digges.